# 13 de juliol
El 13 de juliol és el cent noranta-quatrè dia de l'any del calendari gregorià i el cent noranta-cinquè en els anys de traspàs. Queden 171 dies per finalitzar l'any.

## Esdeveniments
Països Catalans
Resta del món
- 1713 - Utrecht (Països Baixos): Se signa la pau entre Espanya i el Regne de la Gran Bretanya, part dels Tractats d'Utrecht per donar fi als conflictes provocats per la Guerra de Successió Espanyola. En l'article XIII, Felip V rebutja la sol·licitud anglesa que els catalans conservin, il·lesos i intactes, els seus antics privilegis.
- 1939 - Bordeus: El vaixell Méxique salpa amb 2.200 refugiats republicans espanyols camí de l'exili, en una expedició fins al port mexicà de Veracruz.[1]
- 1977 - L'Exèrcit Nacional de Somàlia envaeix l'Ogaden i comença la segona guerra etíop-somali.[2]
- 1985 - Londres, Filadèlfia: Se celebra el concert benèfic de Live Aid per recaptar fons en benefici de països de l'Àfrica oriental.[3]

## Naixements
Països Catalans
- 1866 - Altea, la Marina Baixa: Francesc Martínez i Martínez, historiador valencià (m. 1946).
- 1903 - València: Ramon Stolz Viciano, pintor muralista valencià (m. 1958).
- 1904 - Valènciaː María Mercedes Maestre Martí, metgessa valenciana, presidenta del Sindicat Mèdic Valencià (UGT) i sotssecretària del Ministeri de Sanitat republicà.[4]
- 1948 - Barcelona: Jorge Trías Sagnier, advocat i polític català (m. 2022).
- 1951 - València: Pilar Ballarín Domingo, professora, investigadora i experta en història de l'educació de les dones i coeducació.[5]
- 1958 - Tarragona: Montserrat Palau Vergés, filòloga, investigadora, professora i diputada.[6]
- 1994 - Aielo de Malferit: Ivana Andrés Sanz, futbolista i educadora social valenciana.[7]

Resta del món
- 1808, Sully (Saona i Loira), França: Patrice de Mac Mahon, mariscal de França i primer president de la República Francesa (m. 1893).
- 1815 -(Falmouth, Virgínia: James A. Seddon, polític sudista (m. 1880).[8]
- 1838 - Madrid, Espanya: Camilo García de Polavieja y del Castillo-Negrete fou un militar i polític espanyol.
- 1856 - Praga: Kateřina Emingerová, compositora, pianista i educadora musical txeca, escriptora i crítica musical (m. 1934).[9]
- 1859 - Londres (Anglaterra): Sidney James Webb, polític socialista britànic (m. 1947).
- 1863 - Calcuta: Margaret Murray, antropòloga britànica i egiptòloga; investigà a Menorca les restes megalítiques de l'illa (m. 1963).[10]
- 1875 - Montevideo: María Eugenia Vaz Ferreira, poeta uruguaiana.[11]
- 1894 - Florència: Luisa Banti, arqueòloga i historiadora de l'art italiana especialitzada en les civilitzacions etrusca i minoica (m. 1978).[12]
- 1909, Le Perreux-sur-Marne: Marie-Thérèse Walter, model de Pablo Picasso (m. 1977).[13]
- 1917 - Milledgeville: Salaria Kee, infermera estatunidenca afroamericana que formà part de l'American Medical Brigade (m. 1990).[14]
- 1921, Vicenza: Marcella Pobbe, soprano italiana, activa dels anys cinquanta als setanta (m. 2003).[15]
- 1927, Niça, França: Simone Veil, advocada i política francesa, ha estat ministra del govern francès i presidenta del Parlament Europeu.[16]
- 1928, Houilles, Françaː Jeanne Loriod, música francesa, virtuosa de l'instrument electrònic de les ones Martenot (m. 2001).[17]
- 1930, Qevutsat Kinneret, Israel: Naomi Shemer, poetessa, compositora i cantant israeliana (m. 2004).[18]
- 1933, Soncino (Itàlia): Piero Manzoni, artista italià cèlebre pel seu art conceptual irònic, com a resposta a l'obra d'Yves Klein (m. 1963).
- 1934, Abeokuta, Nigèria: Wole Soyinka, escriptor i director de cinema nigerià, Premi Nobel de Literatura de l'any 1986.[19]
- 1935, Dannemarie, Françaː Monique Wittig, escriptora feminista francesa (m. 2003).[20]
- 1940, Mirfield, Yorkshire, Anglaterra: Patrick Stewart, actor anglès.
- 1956, Nova York: Janet Yang, productora estatunidenca i primera presidenta d'ascendència asiàtica de l'Acadèmia de les Arts i les Ciències Cinematogràfiques,
- 1965, Carolina del Nord: Eric Freeman, actor
- 1942, Chicago, Illinois, Estats Units: Harrison Ford, actor estatunidenc.
- 1968, Tampa, Florida, Estats Units: Robert Gant, actor estatunidenc.
- 1995, Bòsnia i Hercegovina: Emir Sulejmanović, jugador de bàsquet.

## Necrològiques
Països Catalans
- 1905 - València: Josep Espí i Ulrich, compositor i músic valencià.
- 1935 - Girona: Rafael Masó i Valentí, arquitecte noucentista, poeta i polític català.
- 1959 - Barcelona: Cecília Marín Gratacós, metgessa banyolina (n. 1903).[21]
- 2017 - Barcelona: Joaquim Molins i Amat, polític i empresari català.
- 2021 - Palma: Joan Parets Serra, prevere i musicòleg mallorquí.[22]

Resta del món
- 716, Chang'an, Xina: Emperador Ruizong de Tang (xinès:唐 睿宗)va regnar com a emperador de la Dinastia Tang en dues etapes, com a cinquè emperador (684 a 690) i com a novè (710 a 712)[23]
- 1043, Göttingen, Sacre Imperi: Enric II del Sacre Imperi Romanogermànic, emperador i sant.
- 1298 o 1299, Gènova, República de Gènova: Iacopo da Varazze, arquebisbe i escriptor, autor de la Llegenda àuria.
- 1645, París, França: Marie de Gournay, escriptora, editora protofeminista i alquimista[24]
- 1672, Hampton Court, Londres, Anglaterra: Henry Cooke, músic i compositor anglès[25]
- 1762, Chalford, Gloucestershire, Anglaterra: James Bradley, Astrònom reial, conegut pels seus descobriments de l'aberració de la llum i de la nutació de l'eix de la Terra (n. 1692).[26]
- 1793, París, França: Jean-Paul Marat, metge, periodista, polític i activista d'esquerres durant la Revolució Francesa[27]
- 1886, Milà: Clara Maffei, salonnière i mecenes italiana (n. 1813).[28]
- 1911, Madrid, Espanya: Trinitario Ruiz Capdepón, polític i advocat valencià
- 1921, oceà Atlàntic: Gabriel Lippmann, físic francès, Premi Nobel de Física de 1908[29]
- 1926, Ankara, Turquia: Ahmed Shukri Bey, polític turc (executat).
- 1934, Christchurch, Nova Zelandaː Katherine Sheppard, política feminista i sufragista (n. 1847).[30]
- 1936, Istanbul, Turquia: Fatma Aliye, primera novel·lista turca i pionera del feminisme del seu país[31]
- 1947, Seaside, Oregon: Jimmie Lunceford, director d'orquestra de jazz estatunidenc [cal citació]
- 1951:
  - Nikolaus Welter, escriptor, home d'estat i crític literari luxemburguès.
  - Los Angeles, Califòrnia, EUA: Arnold Schoenberg, compositor austríac[32]
- 1954, Coyoacán, Ciutat de Mèxic, Mèxic: Frida Kahlo, pintora mexicana (n. 1907).[33]
- 1966, Toledo: Victorio Macho, escultor castellanolleonès, un dels primers mestres de l'escultura contemporània espanyola
- 1970, Multan, Panjab, Pakistan: Klara Milch, nedadora austríaca jueva, medallista als Jocs Olímpics de 1912.[34]
- 1974, Londres, Anglaterra: Patrick Maynard Stuart Blackett, físic anglès, Premi Nobel de Física de 1948 (n. 1897).[35]
- 2006, Los Angeles, Califòrnia, Estats Units: Red Buttons, actor estatunidenc
- 2013, Cornwall (Connecticut), Estats Units: Marc Simont, il·lustrador i caricaturista catalano-estatunidenc.
- 2014, Johannesburg, Sud-àfrica: Nadine Gordimer, escriptora en anglès sud-africana, Premi Nobel de Literatura de l'any 1991 (n. 1923).[36]
- 2017,
  - Shenyang, Xina: Liu Xiaobo, intel·lectual, activista dels drets humans i pres polític guardonat del Premi Nobel de la Pau del 2010[37]
  - Lexington, Massachusetts, Estats Units: Charles William "Charlie" Bachman III, informàtic nord-americà, conegut pel desenvolupament dels primers sistemes de gestió de base de dades.
- 2020, Draveil: Nadine Cosentino, pintora i dissenyadora nord-catalana (n. 1947).[38]
- 2024 - Malibuː Shannen Doherty, actriu i directora estatunidenca (n. 1971).[39]

## Festes i commemoracions

### Santoral[40]

#### Església Catòlica[41]
- Sants i beats al Martirologi romà (2011): Esdres, profeta (s. V aC); Silas i Urbà de Macedònia, dos dels Setanta deixebles; Serapió d'Alexandria, màrtir (212 ca.); Mèrope de Quios, màrtir (s. III-IV); Eugeni de Cartago, bisbe (505); Alexandre i trenta soldats màrtirs de Filomèlia (s. IV); Enric II del Sacre Imperi Romanogermànic, emperador; Ernest de Neresheim, abat; Turià de Dol, abat (s. VII-VIII); Emmanuel Le Van Phung, màrtir (1859); Clelia Barbieri, fundadora (1870); Josep Wang Guiji, màrtir (1900); Pau Liu Jinde, màrtir (1900).
  - Beats: Iacopo da Varazze, bisbe; Thomas Tunstal, màrtir (1616); Louis-Armand-Joseph Adam, Bartholomé Jarrige de la Morélie de Biars, preveres màrtirs (1794); Elisabeth Verchière i cinc companyes màrtirs (1794); Ferdinando Maria Baccilieri, sacerdot (1893); Mariano de Jesús Euse Hoyos, prevere (1926); Carlos Manuel Rodríguez Santiago, laic (1963).
- Sants no inclosos al Martirologi: Joel (profeta); Just de Cornualla, monjo (s. V); Mildred de Minster, abadessa (734); Arnó de Würzburg, bisbe (892); a Xile i a l'Orde Carmelita: santa Teresa de Jesús de Los Andes, carmelita (1920).
- Beats: Sara de Scetes, eremita (segles iv–v); Enric de Weiz, monjo (segle xiii).
- Venerables: Roland de Chézery, abat (ca. 1200); Johannes Höver, fundador (1864).
- Venerats a l'Orde de la Mercè: beat Alfonso Gómez de Encinas, màrtir (1624).

#### Església Apostòlica Armènia (segons el calendari gregorià)
- 24 Margats (el 30 de juny del calendari julià): Jaume, germà del Senyor (s. I); Pere apòstol i Pau de Tars; Missió dels apòstols; Bàrbara, Gaspar i Maria de Swnik, neomàrtirs (1260).

#### Església Copta (segons el calendari gregorià)
- 6 Abib (el 30 de juny del calendari julià): Olimp, un dels Setanta Deixebles; Teodòsia, mare de Sant Aprocopi, màrtir, i companys; Bartomeu de Rosetta, màrtir.

#### Església Ortodoxa Etíop (segons el calendari gregorià)
- 6 Hamle (el 30 de juny del calendari julià): Ascensió al cel d'Esdres.

#### Església Ortodoxa Siríaca (segons el calendari gregorià)
- Sants: Andreu apòstol i Simó el Zelota, apòstol; Daniel d'Edessa; Gregori Taumaturg de Neocesarea, bisbe, i Atanasi d'Alexandria el Gran, bisbe; Dia dels Dotze Apòstols; Pares de l'Església; Doctors de l'Església.

#### Església Ortodoxa (segons el calendari julià)
- Se celebren els corresponents al 26 de juliol del calendari gregorià.

#### Església Ortodoxa (segons el calendari gregorià)
Corresponen als sants del 30 de juny del calendari julià.
- Sants: Sinaxi dels Dotze Apòstols; Basílides d'Alexandria, màrtir; Perpètua, màrtir; Evodi d'Antioquia, bisbe; 1040 Màrtirs; Pere de Sínope, màrtir; Andreu de Bogoliubsk, príncep (1174); Jordi del Mont Atos, monjo; Pere, zarèvitx de les Hordes, monjo (1290); Gelasi de Rimef (segle xiv); Esteve Uroš III Dečanski rei de Sèrbia màrtir (1338); Mikelis Paknanas d'Atenes, màrtir (1770); Sofroni d'Irkust, bisbe (1771); Esteve d'Omsk (1876); Nèstor d'Alaska, bisbe (1882); Timofej, prevere màrtir (1918); Teogenij, monjo màrtir (1939); Grigori, diaca màrtir (1940); Ivan, màrtir (1944); Milan Popovic, màrtir a Rmanj (ca. 1940).

##### Església Ortodoxa de Geòrgia
- Santa Dinara de Gèorgia, reina.

##### Església Ortodoxa Grega
- Sants Melitó, màrtir.

#### Església Evangèlica d'Alemanya
- Sants Enric II del Sacre Imperi Romanogermànic, emperador, i Cunegunda de Luxemburg, emperadriu.